# 張小光
張小光（1970年9月8日—2016年9月21日）是中国大陆的男相声演員，也是二人转演員及趙本山第十位徒弟。

## 生平
遼寧遼陽縣人。作品有《馬大帥三部曲》、《櫻桃》、《櫻桃紅》、《鄉村名流》等。
2016年9月21日中午，張小光在骑摩托車时，準備從阜新的彰武出口出瀋通高速時發生車禍，撞到收费站里某一收费车道中的挡车杆，翻車死亡，終年46歲。